# Harrison Schmitt
Harrison Schmitt dr. (Santa Rita, Új-Mexikó, 1935. július 3. –) amerikai geológus, űrhajós, szenátor. Teljes neve Harrison Hagan (Jack) Schmitt.

## Életpályája
A California Institute of Technology keretében szerzett geológiai diplomát. 1957-1958 között a University of Oslo (Norvégia) keretében végzett geológiai tanulmányokat. 1961-ben a Harvard Egyetem tanára. Geológusként dolgozott Új-Mexikóban és Montanában, valamint Délkelet-Alaszkában. 1964-ben a Harvard Egyetemen geológi tudományból tett doktori vizsgát (Ph.D.). 1977-1983 között a Republikánus Párt színeiben az amerikai szenátus tagja. Több mint 2100 órát töltött a levegőben, ebből 1600 órát sugárhajtású repülőgéppel.
1965. június 28-tól a Lyndon B. Johnson Űrközpontban részesült kiképzésben. Arizonában részt vett egy 53 hetes repülési kiképzésen. A Hold kutatás geológiai program vezetője. Az Apollo-program végrehajtása előtt segített kiválasztani a leszállási területeket, meghatározva a geológiai mintaanyag gyűjtésének módozatait. 1974 májusától a NASA megbízásából koordinálta más szövetségi ügynökségek kutatási, fejlesztési programját. Egy űrszolgálata alatt összesen 12 napot, 13 órát és 52 percet (301 órát és 52 percet) töltött a világűrben, ebből 22 óra és 4 percet közvetlenül a Hold felszínén. Űrhajós pályafutását 1975. augusztus 30-án fejezte be. A University of Wisconsin Madison mérnök professzora, tanácsadója.

## Űrrepülések
Apollo–17 holdkomp (LM) pilótája. Az utolsó emberes küldetés a Holdra, a 12. ember, aki a Holdon járhatott. Több technikai és egyéb, meghatározott kutatási, geológiai programot hajtottak végre. Egy űrszolgálata alatt összesen 12 napot, 13 órát és 52 percet (301 órát és 52 percet) töltött a világűrben. Közvetlenül a Hold felszínén 22 órát, 3 percet és 57 másodpercet töltött. 110,53 kilogramm holdkőzetet gyűjtöttek össze és hoztak a Földre. Több mint 2 alkalommal kerülte meg a Földet (kétszer induláskor, és majdnem egyszer visszaérkezéskor), 75 alkalommal a Holdat.

### Tartalék személyzet
Apollo–15 Holdkomp (LM) pilótája

## Írásai
2006 – Return to the Moon: Exploration, Enterprise, and Energy in the Human Settlement of Space